# Lapbogárszerűek
A lapbogárszerűek (Cucujoidea) vagy bunkóscsápúak (Clavicornia) a rovarok (Insecta) osztályába, ezen belül a bogarak (Coleoptera) rendjébe és a mindenevő bogarak (Polyphaga) alrendjébe tartozó öregcsalád.

## Rendszerezés
Az öregcsaládba az alábbi családok tartoznak:
- Agapythidae (Sen Gupta & Crowson, 1969)
- Álporvafélék (Biphyllidae) (LeConte, 1861)
- Boganiidae (Sen Gupta & Crowson, 1966)
- Málnabogárfélék (Byturidae) (Jacquelin du Val, 1858)
- Cavognathidae (Sen Gupta & Crowson, 1966)
- Penészbogárfélék (Cryptophagidae) (Kirby, 1937)
- Lapbogárfélék (Cucujidae) (Latreille, 1802)
- Cyclaxyridae (Klimaszewski & Watt, 1997)
- Tarbogárfélék (Erotylidae) (Latreille, 1802)
- Helotidae (Reitter, 1876)
- Hobartiidae (Sen Gupta & Crowson, 1966)
- Álfénybogárfélék (Kateretidae) (Erichson in Agassiz, 1846)
- Szegélyeslapbogár-félék (Laemophloeidae) (Ganglbauer, 1899)
- Lamingtoniidae (Sen Gupta & Crowson, 1966)
- Törekbogárfélék (Monotomidae) (Laporte, 1840)
- Myraboliidae (Lawrence and Britton, 1991)
- Fénybogárfélék (Nitidulidae) (Latreille, 1802)
- Passandridae (Erichson, 1845)
- Kalászbogárfélék (Phalacridae) (Leach, 1815)
- Mezgérfélék (Phloeostichidae) (Reitter, 1911)
- Priasilphidae (Crowson, 1973)
- Propalticidae (Crowson, 1952)
- Protocucujidae (Crowson, 1954)
- Fogasnyakúlapbogár-félék (Silvanidae) (Kirby, 1937)
- Smicripidae (Horn, 1879)
- Áltaplószúfélék (Sphindidae) (Jacquelin du Val, 1860)
- Tasmosalpingidae (Lawrence & Britton, 1971)

## Képek

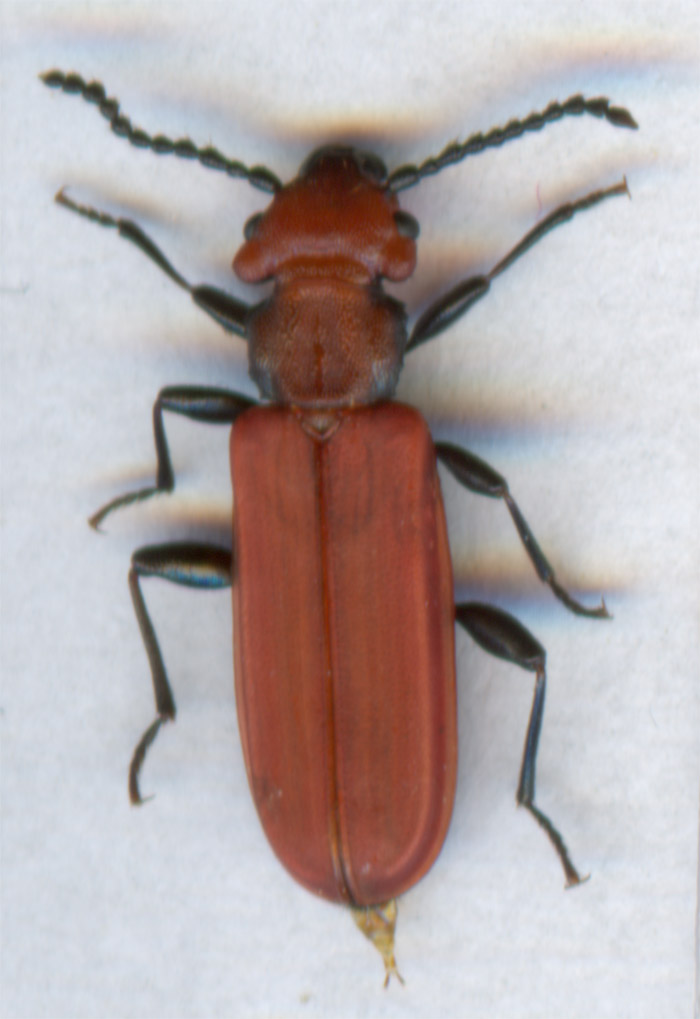
Skarlátbogár (Cucujus cinnaberinus) (Lapbogárfélék)
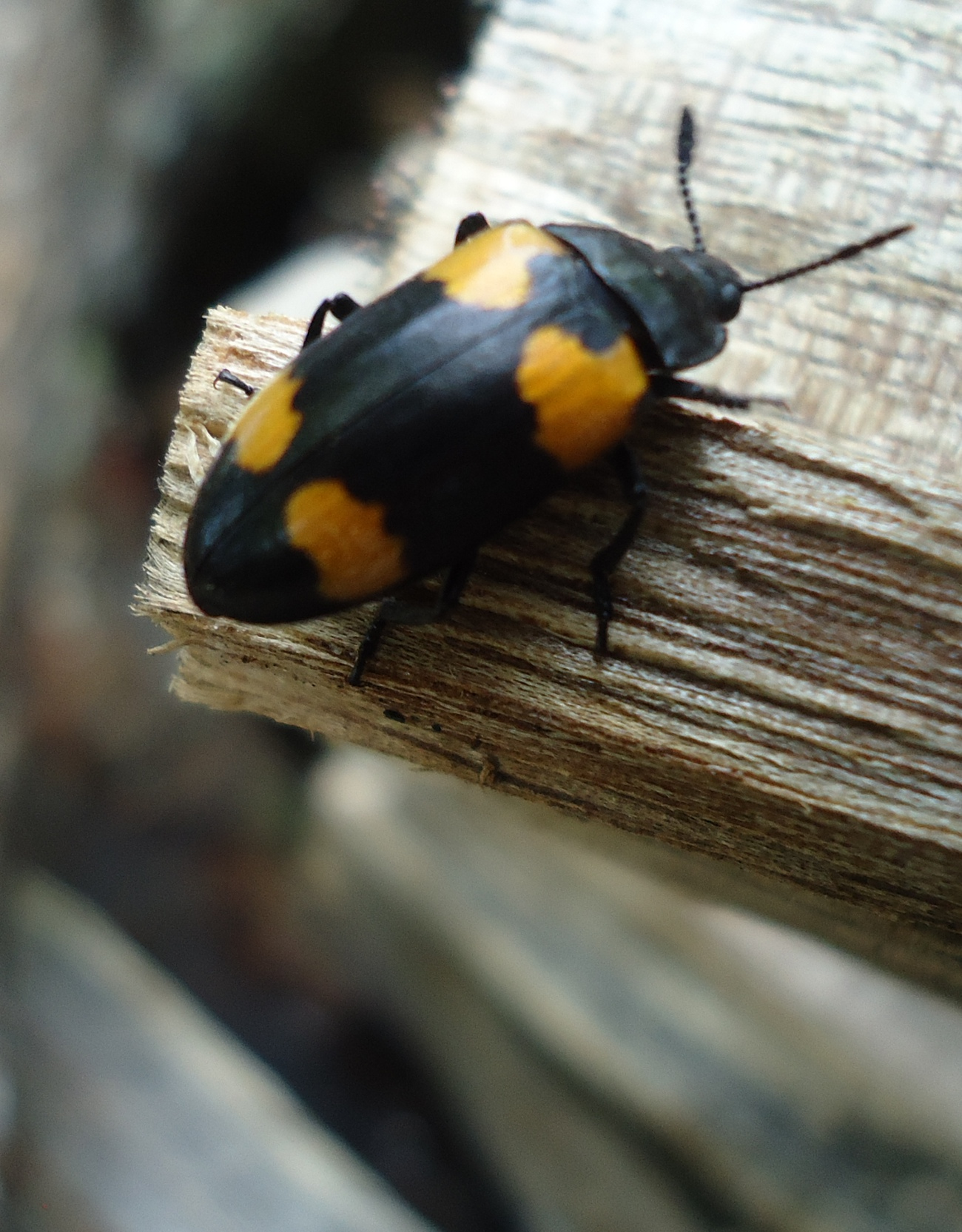
(Episcapha quadrimacula) (Tarbogárfélék)
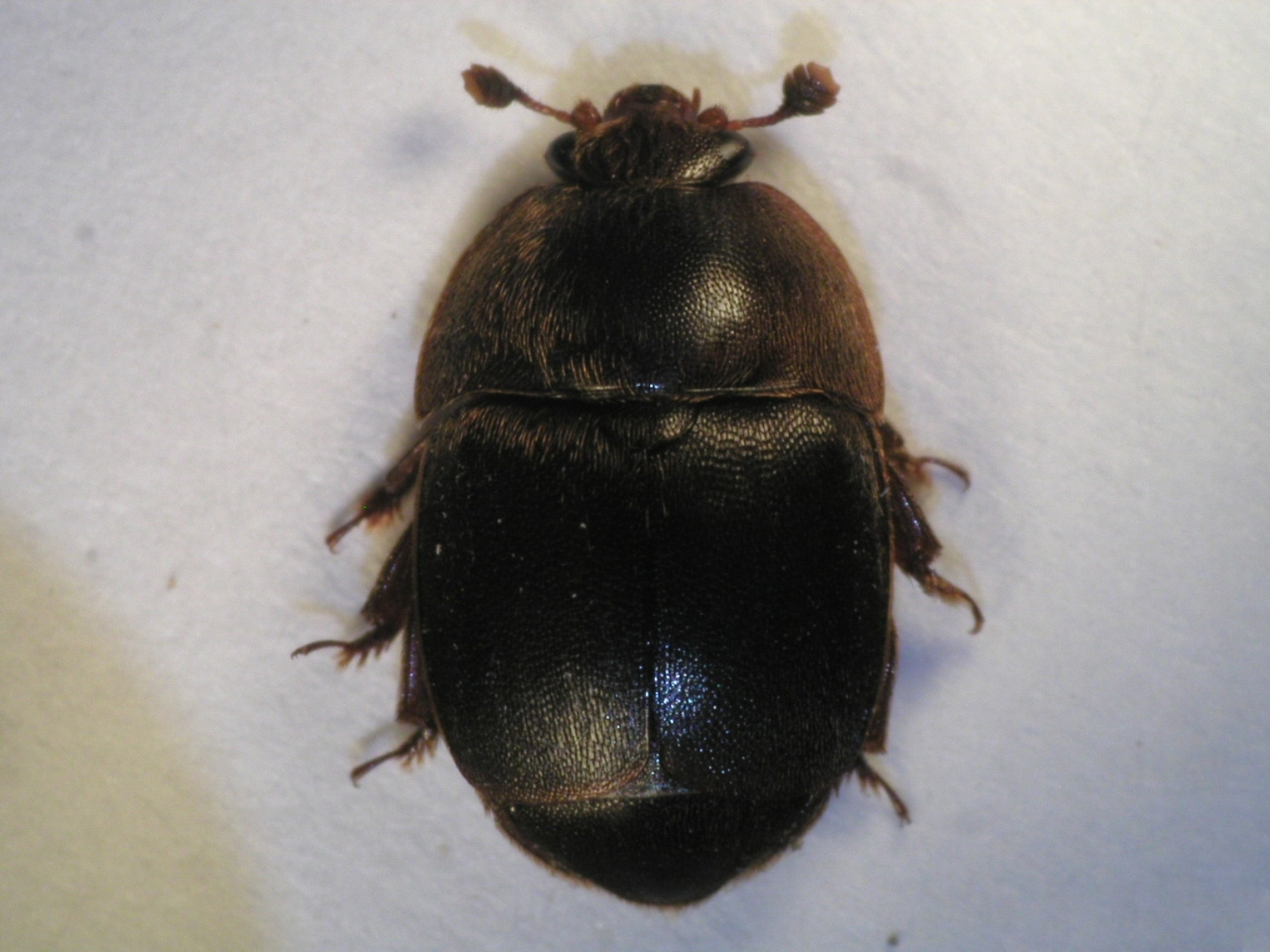
(Aethina tumida) (Fénybogárfélék)
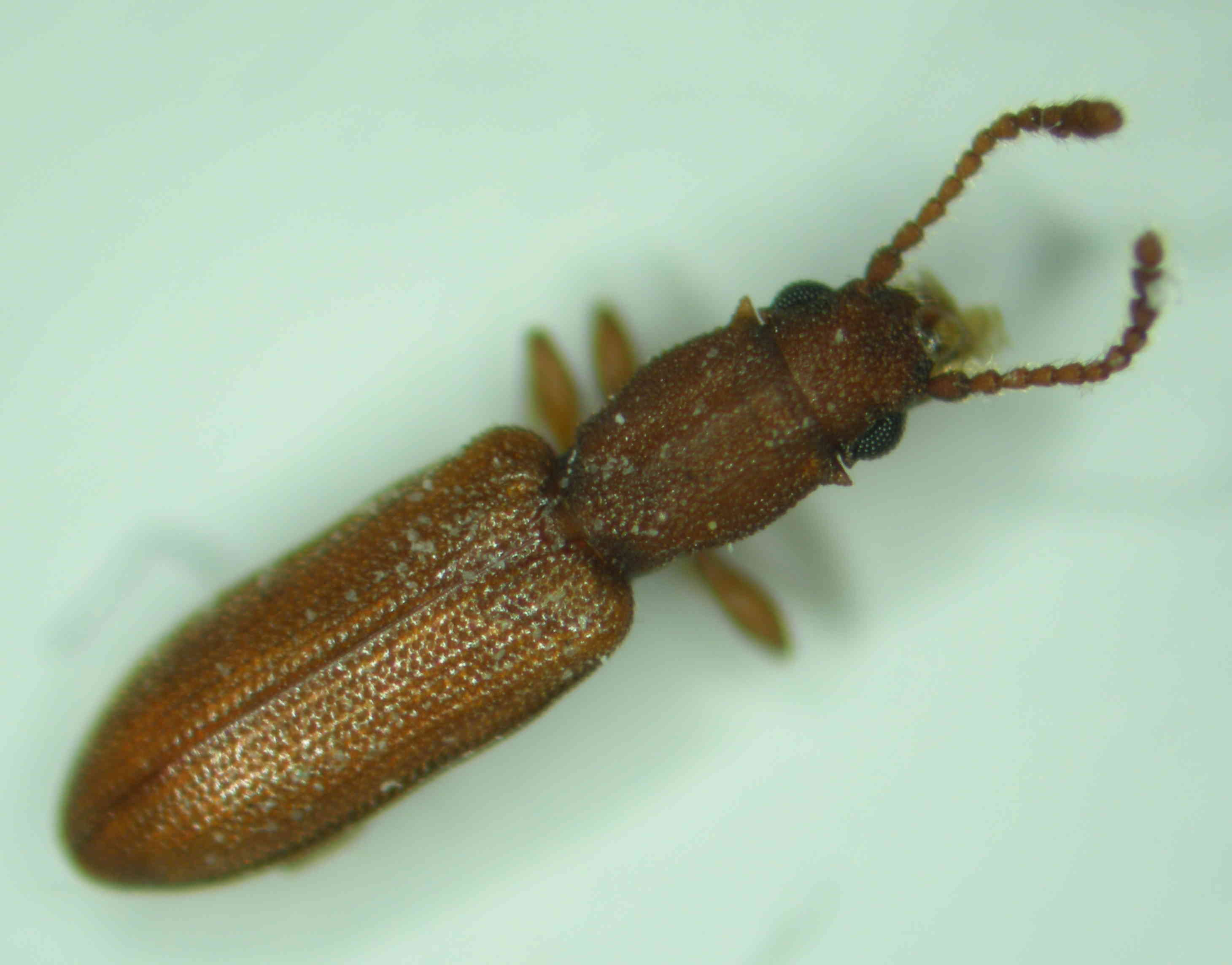
Rozsdás fogasnyakú-lapbogár (Silvanus unidentatus) (Fogasnyakúlapbogár-félék)